# Nové proboštství
Nové proboštství na Pražském hradě je novogotická budova na náměstí U Svatého Jiří na Pražském hradě, vedle kláštera sv. Jiří, postavená pro probošta svatovítské kapituly.

## Historie
Původně zde stával renesanční dům hejtmana Pražského hradu a dům abatyše kláštera, do roku 1650 sídlo nejvyššího zemského písaře. Novou budovu „v přísném slohu gotickém“ postavil Josef Mocker v letech 1877–1888, během dostavby katedrály.
Jednopatrovou, symetrickou stavbu z režného zdiva s dvojicí štítově zakončených rizalitů ozvláštňuje nesymetrický balkon na levé straně a socha sv. Václava od Ludvíka Šimka na nároží.
Uvnitř se nachází domácí kaple s Mockerovým oltářem s obrazem od Františka Sequense.
Budova byla v roce 2016 navrácena Metropolitní kapitule v rámci dohody církve se státem, kdy se kapitula zřekla nároku na větší část historického majetku v areálu Pražského hradu, který zahrnoval ostatní budovy ve Vikářské uličce. Objekt byl celkově v dezolátním stavu. Projekt rekonstrukce byl připravován od roku 2016 a zahrnoval obnovu stávající historické budovy, dostavbu zbořených dvorních křídel a celkovou revitalizaci nádvoří, stavební práce byly zahájeny v roce 2020 a trvaly do roku 2023. Nádvoří a vybrané části objektu budou zpřístupněny veřejnosti.